# Czantoria Wielka
Czantoria Wielka  eller Wielka Czantoria (tjekkisk: Velká Čantoryje) er et bjerg på grænsen mellem Polen og Tjekkiet i den schlesiske bjergkæde Beskiderne. Det når en højde på 995 meter. Dele af bjerget på begge sider er udpeget som et beskyttet område.

## Geografi
Toppen af Czantoria Wielka ligger grænsen til tre kommuner mødes Ustroń og Wisła (Schlesiske Voivodeship, Polen) og Nýdek (Mæhren-Schlesien, Tjekkiet). Bjerget ligger i den historiske region Cieszyn Schlesien.
Det er kendetegnet ved sine stejle skråninger i øst og vest. Dens skråninger er hovedsageligt bevokset med nåletræer. Det er den største top i den tjekkiske del af de schlesiske beskider. Der er et 29 m højt udsigtstårn på bjerget og en bjerghytte på den tjekkiske side af bjerget.

## Historie
Bjerghytten blev bygget i 1904 af den tyske turistforening Beskidenverein og fik navnet Erzherzogin Isabella Schutzhaus til ære for ærkehertuginde Isabella af Østrig. I 1920 blev den nye grænse mellem staterne Polen og Tjekkoslovakiet etableret på tværs af bjerget (og dermed skabte Zaolzie- eller Trans-Olza regionen). Efter 2. verdenskrig og ekspropriation af tysk ejendom blev hytten nationaliseret af den tjekkoslovakiske regering. En mindre bjerghytte blev bygget på den polske side i 1962.

## Turisme
I 1965-1967 blev der bygget en stolelift på den polske side, den er blevet renoveret flere gange siden. Det tager cirka 6 minutter at nå toppen med stoleliften.  Bjerget kan bestiges til fods fra begge sider af grænsen, selvom den polske side giver lettere adgang til toppen fra Ustroń. Ridderens vandresti fra den tjekkiske side går gennem Nýdek kommune.

## Galleri
- Bjerghytte
- Observationstårn
- Stolelift
- Ridderens vandresti
- En stor del af Cieszyn Silesia set fra bjerget